# Kulsyreanhydrase
Kulsyreanhydraserne (også kaldet carboanhydrase eller karbonatdehydratase, EC 4.2.1) danner en familie af enzymer, der katalyserer den hurtige omdannelse af kuldioxid til bikarbonat og protoner, en reaktion der forløber relativt langsomt uden katalysator. De fleste kulsyreanhydrasers aktive site indeholder en zinkion, hvormed de klassificeres som metalloenzymer.

## Struktur og funktion
Flere former af kulsyreanhydrase forekommer i naturen. Det bedststuderede eksempel er α-kulsyreanhydrase, der er til stede i dyr og indeholder en zinkion koordineret af imidazolringene fra tre histidinrester, His94, His96 og His119.
Den primære funktion for enzymet i dyr er at omdanne kuldioxid og bikarbonat i henhold til at opretholde syre-base-balancen i blod og andre væv og muliggøre transporten af disse stoffer.
heden for enzymet 
Der eksisterer 14 forskellige isoformer i pattedyr. Planter har en anden form kaldet β-kulsyreanhydrase, som, fra et evolutionært synspunkt, er et særskilt enzym, men deltager i samme reaktion og også bruger en zinkion i dets aktive site. I planter hjælper kulsyreanhydrase med at hæve koncentrationen af CO2 i grønkornene for at forøge carboxyleringshastigheden for enzymet RuBisCO. Dette er den reaktion, der integrerer CO2 i sukre under fotosyntese, og som kun kan bruge kulstof på CO2-formen. β-kulsyreanhydrases zinkion koordineres i modsætning til α-kulsyreanhydrases af to cysteinrester og én histidinrest.

## Mekanisme
Mekanismen afviger lidt fra type til type, men involverer zink(II)ionen, der aktiverer et vandmolekyle ved at sænke pKa til omkring 7 (normalen er ca. 14), hvormed den let deprotoniseres og bliver en langt bedre nukleofil. Herefter kan hydroxidionen angribe kuldioxid og dermed hydrere molekylet, der i mellemtiden af enzymet er bragt i position tæt på det aktiverede vandmolekyle, således at kontakt imellem de to molekyler er muliggjort.

## CA-familier
Der er mindst fem særskilte CA-familier (CA fra det engelske Carbonic Anhydrase) kaldet α-, β-, γ-, δ- og ε-kulsyreanhydrase. Disse familier har ingen betydelig overensstemmelse i deres aminosyresekvenser og i de fleste tilfælde menes der at være tale om eksempler på konvergent evolution.

### α-CA
CA-enzymerne fundet i pattedyr kan inddeles i fire brede undergrupper, som hver især består af flere isoformer:
- de cytosoliske CA'er (CA-I, CA-II, CA-III, CA-VII og CA XIII)
- mitokondrielle CA'er (CA-VA og CA-VB)
- sekrerede CA'er (CA-VI)
- membranassocierede CA'er (CA-IV, CA-IX, CA-XII, CA-XIV og CA-XV)

Derudover findes tre ikke-katalytiske CA-isoformer (CA-VIII, CA-X og CA-XI), hvis funktion forbliver uvis.
| Isoform | Gen  | Molmasse | Tilstedeværelse (celle)                          | Tilstedeværelse (væv)                    | Relativ aktivitet | Følsomhed over for sulfonamider |
| ------- | ---- | -------- | ------------------------------------------------ | ---------------------------------------- | ----------------- | ------------------------------- |
| CA-I    | CA1  | 29 kDa   | cytosol                                          | rødt blodlegeme og fordøjelsessystemet   | 15%               | høj                             |
| CA-II   | CA2  | 29 kDa   | cytosol                                          | stort set allestedsnærværende            | 100%              | høj                             |
| CA-III  | CA3  | 29 kDa   | cytosol                                          | 8% af opløseligt protein i Type I muskel | 1%                | lav                             |
| CA-IV   | CA4  | 35 kDa   | ekstracellulært GPI-bundet                       | Bredt distribueret, fx syretransport     | ~100%             | moderat                         |
| CA-VA   | CA5A |          | mitokondrie                                      |                                          |                   |                                 |
| CA-VB   | CA5B |          | mitokondrie                                      | sekretceller                             |                   |                                 |
| CA-VI   | CA6  |          |                                                  |                                          |                   |                                 |
| CA-VII  | CA7  |          | cytosol bredt distribueret i mange celler og væv |                                          |                   |                                 |
| CA-IX   | CA9  |          | cellemembrane-associeret                         |                                          |                   |                                 |
| CA-XII  | CA12 | 44 kDa   | ekstracellulært placeret aktivt site             | visse cancerer                           | ~30%              |                                 |
| CA XIII | CA13 |          | cytosol                                          |                                          |                   |                                 |
| CA-XIV  | CA14 | 54 kDa   | ekstracellulært placeret aktivt site             | nyre, hjerte, skeletmuskulatur, hjerne   |                   |                                 |
| CA-XV   |      |          |                                                  |                                          |                   |                                 |

### β-CA
De fleste prokaryoters og planters grønkorns CA'ere indgår i beta-familien.
To signaturmønstre for denne familie er blevet identificeret:
- C-[SA]-D-S-R-[LIVM]-x-[AP]
- [EQ]-[YF]-A-[LIVM]-x(2)-[LIVM]-x(4)-[LIVMF](3)-x-G-H-x(2)-C-G

### γ-CA
Gamma-klassen af CA'ere kommer fra methan-producerende bakterier, der vokser i varme kilder.

### δ-CA
Delta-klassen af CA'ere er blevet beskrevet i kiselalger. Særskillelsen af denne klasse af CA'ere er der dog for nylig blevet rejst tvivl om.

### ε-CA
Epsilon-klassen af CA'ere forekommer udelukkende i bakterier i få kemolitotrofer og marine cyanobakterier, der indeholder cso-carboxysomer. Nyere 3-dimensionelle analyser foreslår, at ε-CA har en vis strukturel overensstemmelse med β-CA, i særdeleshed nær metalionsitet. Dermed kan de to former være i familie langt ude, selvom den underliggen aminosyresekvens siden har forandret sig meget i hver sin retning.